# Велике Суботино
Велике Субо́тино (рос. Большое Субботино) — присілок у складі Шуміхинського району Курганської області, Росія. Входить до складу Благовіщенської сільської ради.
Населення — 57 осіб (2010, 92 у 2002).
Національний склад станом на 2002 рік: росіяни — 96 %.